# Trollsjöns naturreservat
Trollsjöns naturreservat ligger i Lännersta, södra Boo, Nacka kommun. Reservatet omfattar 17,4 hektar mark och inrättades i december 2013. Markägare är Nacka kommun. 

## Beskrivning
Reservatet är vitt förgrenat och sträcker sig in mellan Lännerstas villabebyggelse. Längst i söder ligger den lilla Trollsjön med 0,3 hektar vattenyta som gav reservatet sitt namn. I det östra hörnet ligger ett parkområde med bland annat en backe med skidlift. Genom området sträcker sig flera promenadstigar. Områdets högsta biologiska värden är främst knutna till hällmarkstallskogen och partierna med ädellövskog. Syftet med naturreservatet Trollsjön är att "bevara och utveckla områdets värden för rekreation och biologisk mångfald".

## Bilder

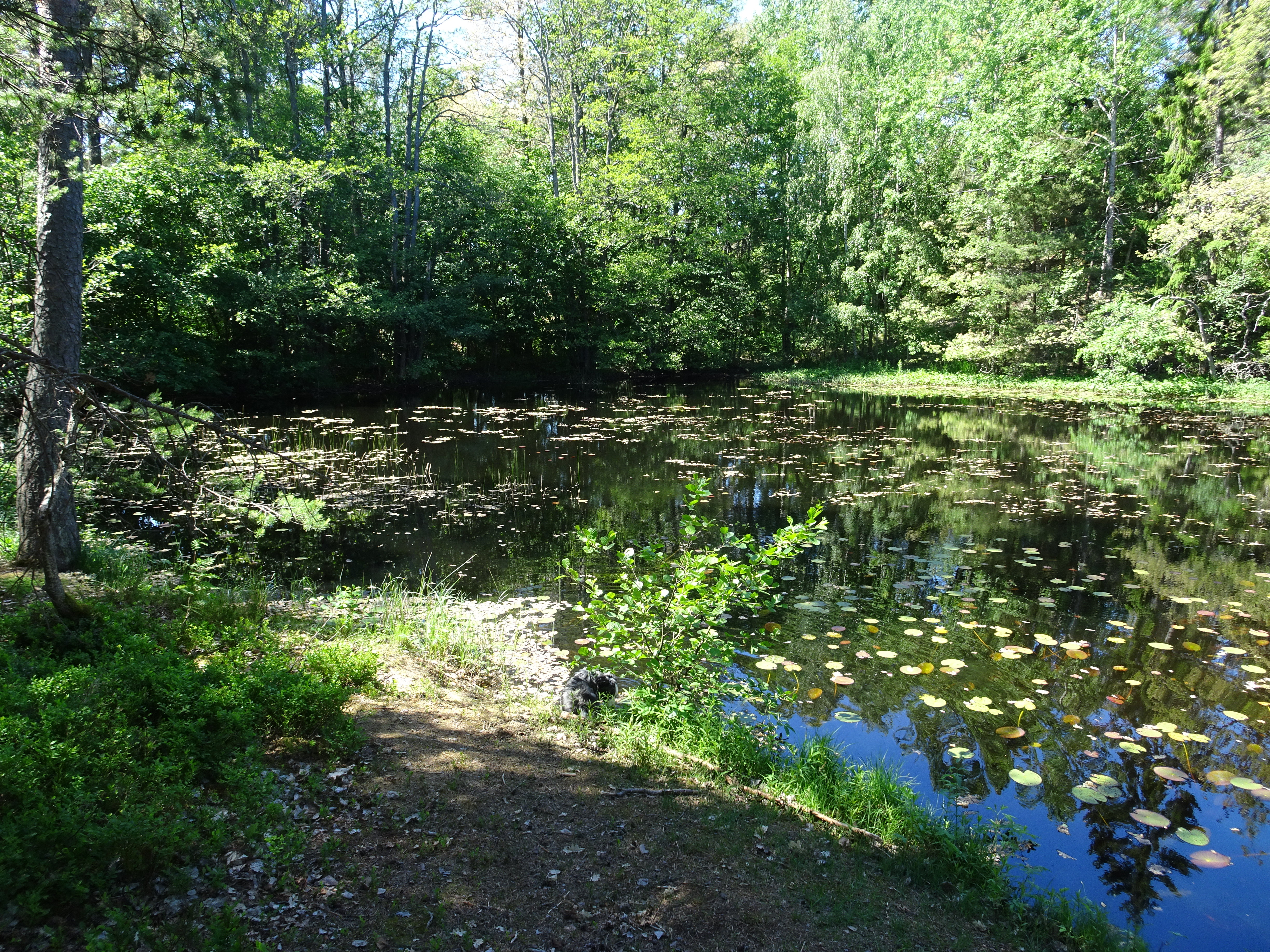
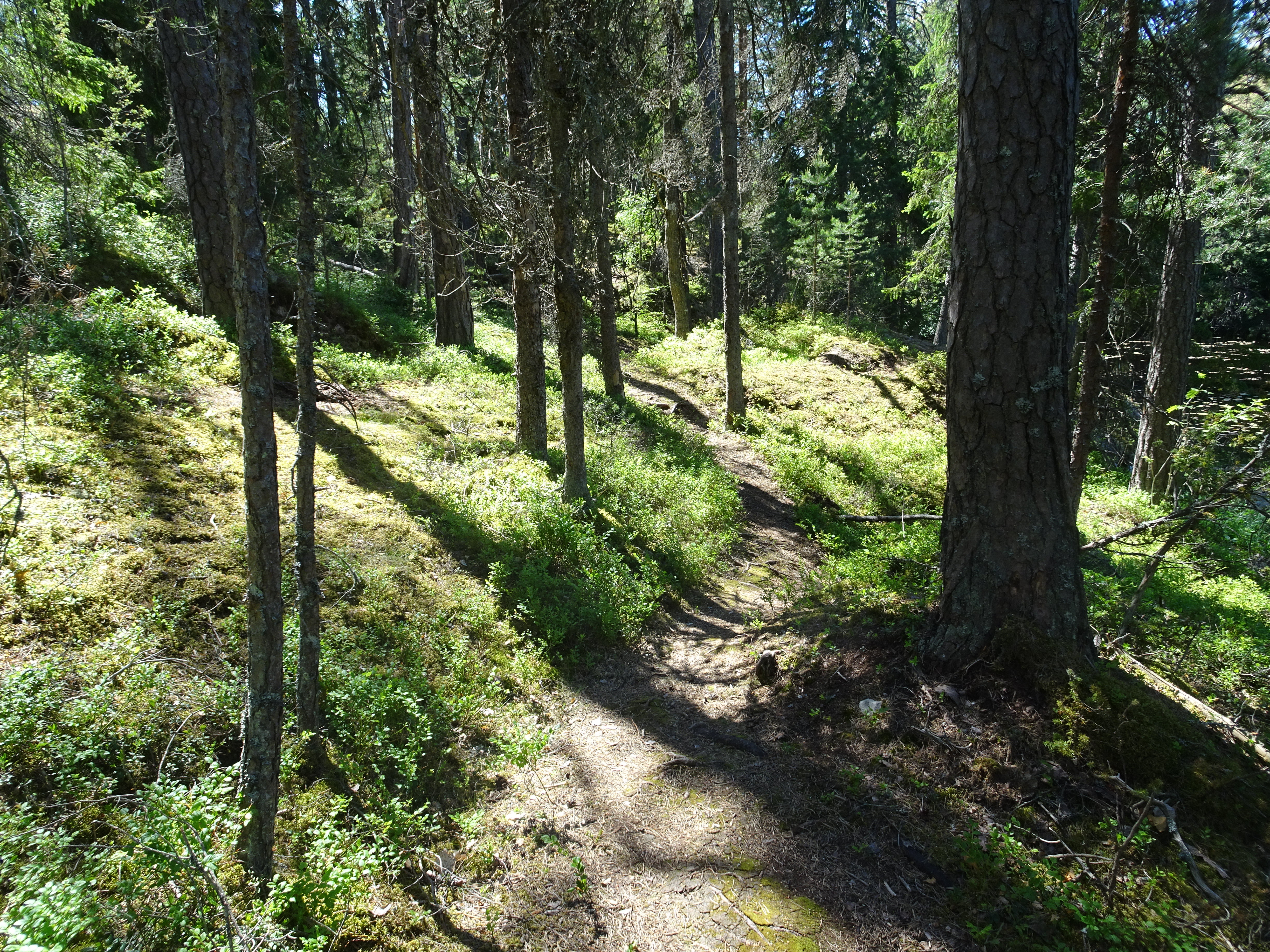
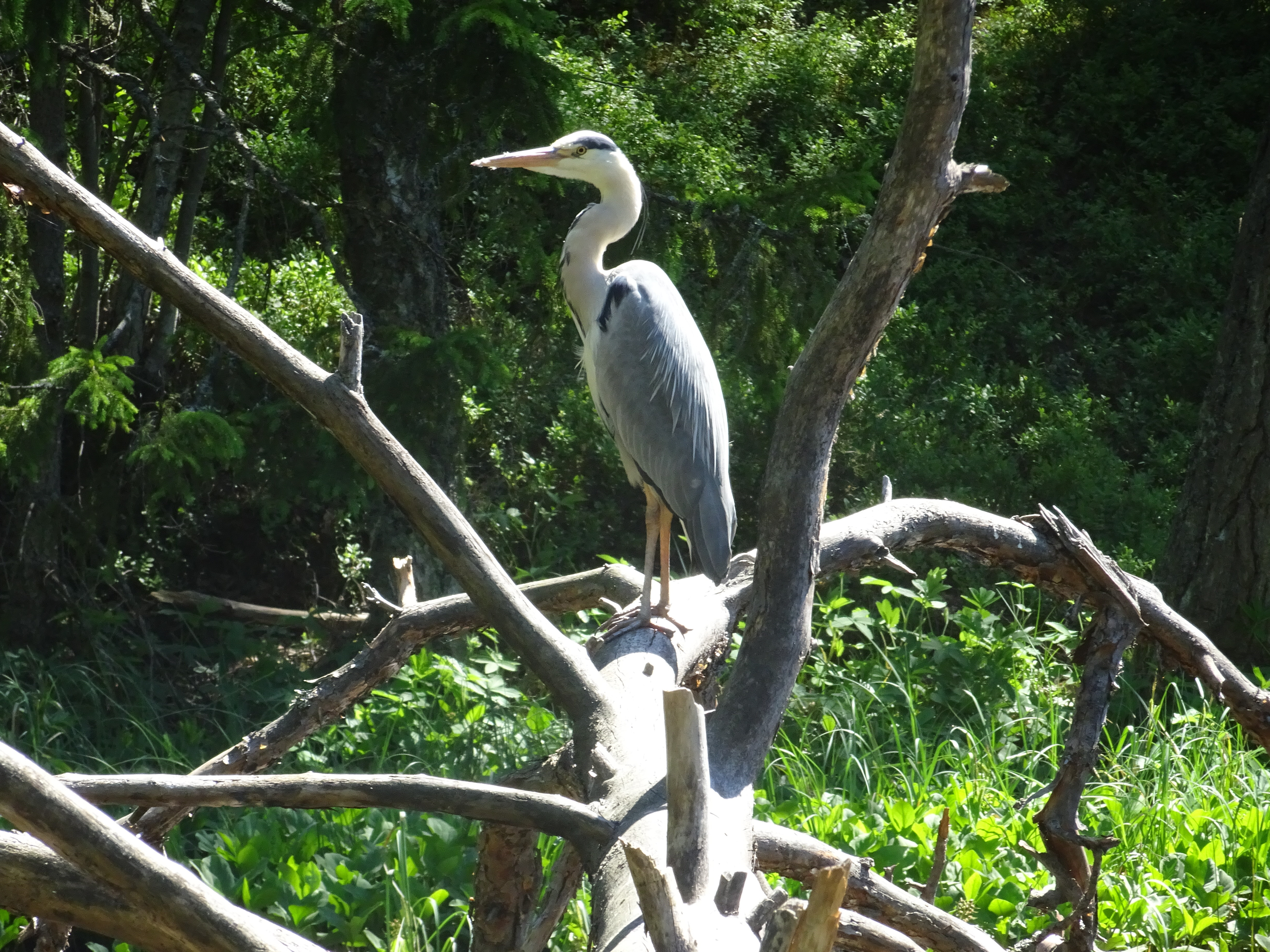